# Maria Antònia Garau Juan
Maria Antonia Garau Juan (Palma, 27 d'agost de 1974) és una política mallorquina, senadora designada pel parlament de les Illes Balears en la X Legislatura.

## Biografia
Graduada en Administració i direcció d'empreses a l'Escola Internacional de Negocis CEFEM de les Illes Balears, va obtenir un màster de turisme a la Universitat de les Illes Balears. Entre 1997 i 1999 ha treballat en l'assessorament a pimes i cadenes hoteleres i entre 1999 i 2003 fou gerenta del Col·legi Oficial de Veterinaris de les Illes Balears. Després ha estat vinculada a LLEMSA (empresa municipal de serveis de Llucmajor, SAU), de 2005 a 2011 com a secretària general tècnica i de 2011 a 2012 com a directora general i membre del consell d'administració.
El gener de 2012 deixà el seu càrrec quan fou designada per substituir José María Rodríguez Barberá com a senadora designada pel parlament de les Illes Balears. Va ocupar el càrrec fins a juliol de 2015. Ha estat portaveu de la Comissió Especial per al Desenvolupament de la Internacionalització i Ecosistema de la Innovació al Servei de la Indústria Espanyola i del Món en Desenvolupament.
En maig de 2014 va protagonitzar una rebel·lió interna en el Partit Popular juntament amb els altres senadors balears quan, seguint la consigna de José Ramón Bauzà Díaz, van trencar la disciplina de vot i votà a favor d'una moció del PSOE que demanava la paralització de les prospeccions d'hidrocarburs en el Mediterrani.